# Campionati europei femminili di hockey su pista 2015
Il Campionato europeo di hockey su pista femminile 2015 è stata la 13ª edizione del campionato europeo di hockey su pista femminile; la manifestazione è stata disputata in Italia a Matera dal 25 al 29 agosto 2015.

La competizione fu organizzata dalla Comité Européen de Rink-Hockey.

Il torneo è stato vinto dalla nazionale spagnola per la 5ª volta nella sua storia.

## Nazionali partecipanti
- Francia
- Germania
- Italia
- Portogallo
- Spagna

## Svolgimento del torneo

### Risultati
Prima giornata
| Matera 25 agosto 2015, ore 19:00 | Spagna                              | 12 – 0 | Francia | PalaSassi\| Arbitro: \| Giovanni Andrisani Carsten Niestroy \| |
| Arbitro:                         | Giovanni Andrisani Carsten Niestroy |        |         |                                                                |

| Matera 25 agosto 2015, ore 21:00 | Italia                       | 5 – 1 | Germania | PalaSassi\| Arbitro: \| Stephane Rizzotti Jose Pinto \| |
| Arbitro:                         | Stephane Rizzotti Jose Pinto |       |          |                                                         |

Seconda giornata
| Matera 26 agosto 2015, ore 19:00 | Germania                              | 4 – 0 | Francia | PalaSassi\| Arbitro: \| Raffaele Strippoli Giovanni Andrisani \| |
| Arbitro:                         | Raffaele Strippoli Giovanni Andrisani |       |         |                                                                  |

| Matera 26 agosto 2015, ore 21:00 | Italia                       | 3 – 4 | Portogallo | PalaSassi\| Arbitro: \| Jose Gomez Stephane Rizzotti \| |
| Arbitro:                         | Jose Gomez Stephane Rizzotti |       |            |                                                         |

Terza giornata
| Matera 27 agosto 2015, ore 19:00 | Portogallo                    | 2 – 1 | Germania | PalaSassi\| Arbitro: \| Jose Gomez Raffaele Strippoli \| |
| Arbitro:                         | Jose Gomez Raffaele Strippoli |       |          |                                                          |

| Matera 27 agosto 2015, ore 21:00 | Italia                 | 2 – 6 | Spagna | PalaSassi\| Arbitro: \| Jose Pinto C. Niestroy \| |
| Arbitro:                         | Jose Pinto C. Niestroy |       |        |                                                   |

Quarta giornata
| Matera 28 agosto 2015, ore 19:00 | Francia                     | 1 – 3 | Portogallo | PalaSassi\| Arbitro: \| Carsten Niestroy Jose Gomez \| |
| Arbitro:                         | Carsten Niestroy Jose Gomez |       |            |                                                        |

| Matera 28 agosto 2015, ore 21:00 | Germania                     | 0 – 3 | Spagna | PalaSassi\| Arbitro: \| Stephane Rizzotti Jose Pinto \| |
| Arbitro:                         | Stephane Rizzotti Jose Pinto |       |        |                                                         |

Quinta giornata
| Matera 29 agosto 2015, ore 19:00 | Italia                | 6 – 1 | Francia | PalaSassi\| Arbitro: \| Jose Gomez Jose Pinto \| |
| Arbitro:                         | Jose Gomez Jose Pinto |       |         |                                                  |

| Matera 29 agosto 2015, ore 21:00 | Portogallo                            | 1 – 2 | Spagna | PalaSassi\| Arbitro: \| Giovanni Andrisani Raffaele Strippoli \| |
| Arbitro:                         | Giovanni Andrisani Raffaele Strippoli |       |        |                                                                  |

### Classifica
|    | Squadra    | PT | G | V | N | P | GF | GS | Diff. |
| -- | ---------- | -- | - | - | - | - | -- | -- | ----- |
| 1. | Spagna     | 12 | 4 | 4 | 0 | 0 | 23 | 3  | +20   |
| 2. | Portogallo | 9  | 4 | 3 | 0 | 1 | 10 | 7  | +3    |
| 3. | Italia     | 6  | 4 | 2 | 0 | 2 | 16 | 12 | +4    |
| 4. | Germania   | 3  | 4 | 1 | 0 | 3 | 6  | 10 | -4    |
| 5. | Francia    | 0  | 4 | 0 | 0 | 4 | 2  | 25 | -23   |

## Campioni
| Campione d'Europa 2015 |
| ---------------------- |
| Spagna 5º titolo       |